# Vena facial

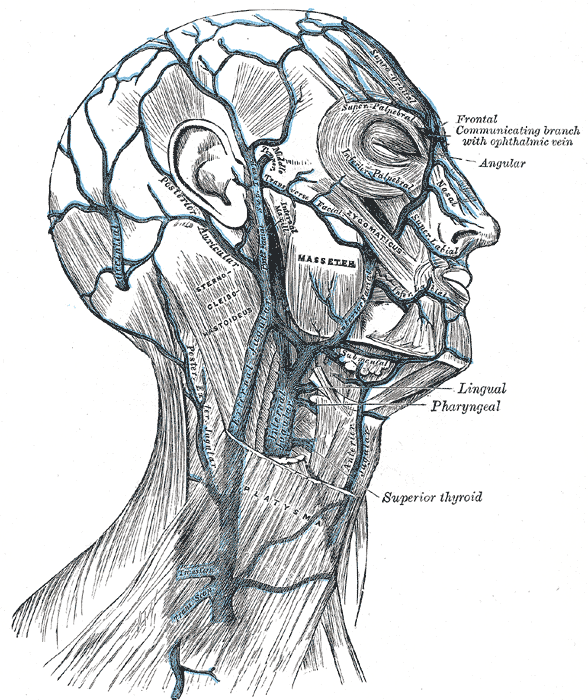
Venas de la cabeza y el cuello

Las venas faciales discurren con las arterias faciales o paralelamente a ellas, son venas sin válvulas que realizan el principal drenaje superficial de la cara. Las tributarias de la vena facial incluyen la vena facial profunda, que drena el plexo venoso pterigoideo de la fosa infratemporal. Es continuación de la vena angular tras pasar el borde inferior de la órbita. Desciende a lo largo del borde lateral de la nariz, recibiendo venas nasales externas y palpebrales inferiores; discurres después oblicuamente a través de la cara para cruzar por debajo del borde de la mandíbula; recibe una comunicación de la vena retromandibular. Termina en la vena yugular interna frente a o inferior al nivel del hueso hioides. Comunica con varios sinus y varias pequeñas venas. En caso de infección, el agente infeccioso puede propagarse a los sinus o a las otras venas. Esto es lo que ocurre a veces en caso de tromboflebitis. Un fragmento de un coágulo sanguíneo formado en la vena facial puede desprenderse y alcanzar el sinus cavernoso o el sistema venoso intracraneal.